# Парусник тоас

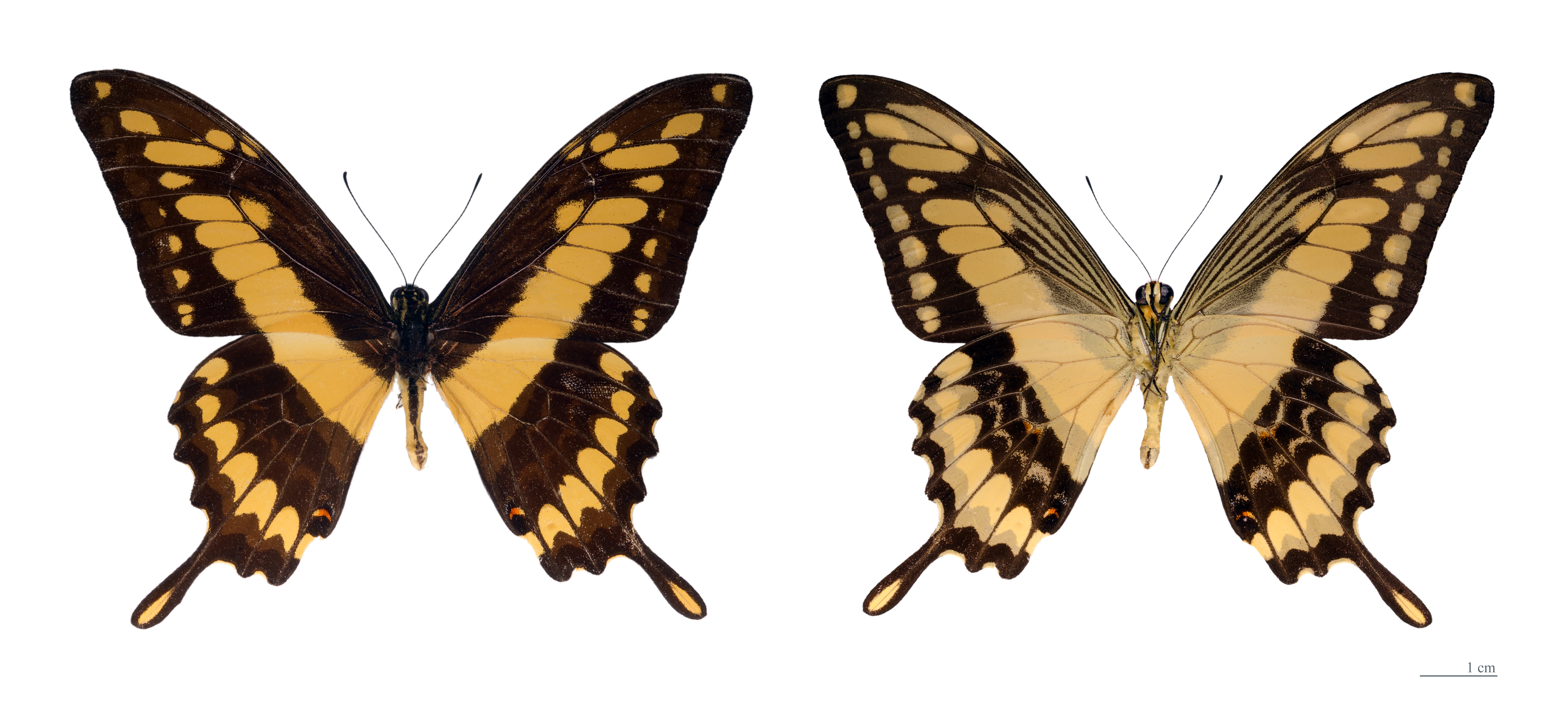
Papilio thoas thoas

Парусник тоас (лат. Papilio thoas) — дневная бабочка из семейства Парусники.

## Описание
Размах крыльев 100—130 мм. Основной фон крыльев буро-чёрный, тёмный. По нему проходят ярко-жёлтые широкие полосы, а на нижних крыльях — также ряд жёлтых округлых пятен.

## Ареал и время лёта
Северная Америка — США, Мексика, северные районы Южной Америки — Перу.
Время лёта в Северной Америке, в зависимости от участка ареала — с апреля по июль, в Южной Америке — на протяжении весенних и летних месяцев. Бабочки часто посещают цветы растений из родов Lantana, Caesalpinia and Bougainvillea, где питаются нектаром.

## Кормовое растение гусеницы
Гусеницы питаются растения из рода Рутовые.

## Подвиды
- Papilio thoas thoas Linnaeus, 1771.
- Papilio thoas autocles Rothschild & Jordan, 1906.
- Papilio thoas nealces Rothschild & Jordan, 1906.
- Papilio thoas melonius Rothschild & Jordan.
- Papilio thoas cyniras Ménétriés, 1857.
- Papilio thoas oviedo Gundlach, 1866.
- Papilio thoas thoantiades Burmeister.
- Papilio thoas brasiliensis Rothschild & Jordan, 1906.